# Timirjazevskaja (linea 9)
Timirjazevskaja (in russo Тимиря́зевская?) è una stazione della Metropolitana di Mosca, situata sulla Linea Serpuchovsko-Timirjazevskaja. Prende il nome dall'Accademia di Agricoltura Timirjazev, e si trova a una profondità di 63 metri; è l'unica stazione di Mosca a singola volta che si trovi in profondità. Fu inaugurata il 7 marzo 1991, come estensione nord della linea.
Timirjazevskaja ha uscite sull'autostrada Dmitrovskoye e sulla banchina Timirjazevskaja della stazione ferroviaria Savelovskij. Questa fermata offre l'opportunità di interscambio con i treni dei pendolari che servono le destinazioni a nord della capitale russa. Il capolinea occidentale della Monorotaia di Mosca è situato presso l'ingresso della stazione. Il carico quotidiano di passeggeri ammonta a circa 60.000 persone.